# Cecilio Stazio
Cecilio Stazio (in latino Caecilius Statius; Milano, 230 a.C. – 168 a.C.) è stato un commediografo romano.
Primo autore della letteratura latina di origine gallica, si specializzò, come il contemporaneo Tito Maccio Plauto prima di lui, nella composizione di palliate, ovvero commedie di ambientazione greca. Accolte inizialmente con freddezza, le sue opere furono poi portate al successo dall'impresario teatrale Lucio Ambivio Turpione e acquisirono grande fama. Di esse restano 42 titoli e vari frammenti, per un totale di circa 280 versi.
Mentre per la lingua e lo stile il suo teatro rimase molto vicino a quello plautino, Cecilio testimonia invece la progressiva penetrazione della cultura ellenistica in Roma, non traducendo i titoli degli originali greci da cui traeva le sue opere ed evidenziando i prodromi di quell'ideale che, grazie agli influssi della filosofia stoica e all'opera del circolo degli Scipioni, avrebbe più tardi preso il nome di humanitas.
L'opera di Cecilio fu variamente giudicata dagli autori antichi, che videro nel commediografo ora uno tra i maggiori drammaturghi della letteratura latina, ora un cattivo esempio di stile. La critica attuale, fortemente limitata dallo scarso numero di frammenti delle opere disponibili, tende comunque a sottolineare l'importante ruolo che Cecilio ricoprì nel passaggio dalla palliata di Plauto a quella di Publio Terenzio Afro, dando inizio a una nuova fase dell'ellenizzazione della letteratura latina.

## Biografia

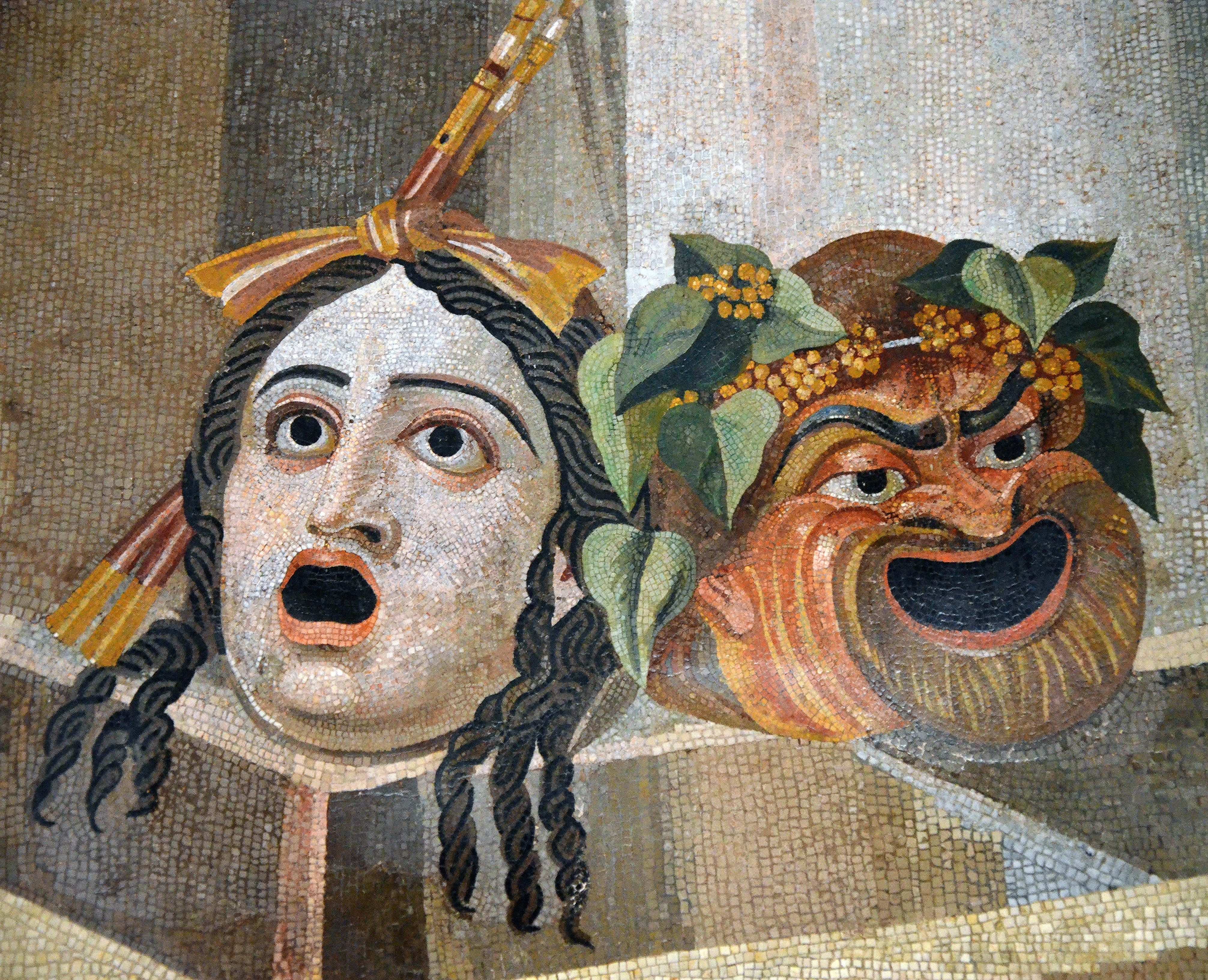
Mosaico romano del I secolo a.C. raffigurante le maschere tragica e comica (Roma, Musei capitolini).

Cecilio Stazio nacque attorno al 230 a.C., nel territorio dei Galli Insubri, probabilmente a Mediolanum (l'odierna Milano), secondo anonime testimonianze riportate nel Chronicon di Girolamo. Fu fatto prigioniero nel corso delle guerre tra gli Insubri e l'esercito romano tra il 222 e il 219 a.C., forse a seguito della battaglia di Clastidium, e giunse dunque a Roma come schiavo, secondo la testimonianza dell'erudito del II secolo d.C. Aulo Gellio, che scrisse nelle sue Noctes Atticae:
(Aulo Gellio, Noctes Atticae, IV, 20, 13.)
Non risulta possibile, tuttavia, accertare se le parole di Gellio rispecchiassero la verità o se fossero soltanto un'inferenza originata dal fatto che il cognomen di Stazio, dal significato letterale di "attendente", era spesso attribuito agli schiavi. È infatti probabile che Gellio abbia voluto spiegare perché Cecilio portasse un nome solitamente attribuito agli schiavi, ideando la motivazione in un momento in cui le reali notizie biografiche sul drammaturgo erano andate perdute.
Dalla gens cui entrò a far parte, Stazio trasse il nomen di Cecilio. Della sua carriera rimangono pochissime notizie: si dedicò esclusivamente alla composizione di palliate, ma l'accoglienza inizialmente riservata alle sue opere, rappresentate sulla scena nel momento di massima celebrità di Plauto, fu fredda. Il pubblico romano, amante del carattere farsesco e vivace del teatro plautino, non poteva apprezzare pienamente le commedie di Cecilio, più attento all'approfondimento psicologico e alla verosimiglianza delle vicende inscenate. Tuttavia, il capocomico e impresario teatrale Ambivio Turpione, che aveva acquistato le opere dell'autore e che quindi aveva l'incarico di metterle in scena, riuscì infine a portarle al successo. Nel prologo dell'Hecyra di Terenzio, lo stesso Turpione, che rappresentava il personaggio protatico, raccontava le vicende degli esordi di Cecilio paragonandole a quelle, analoghe, che aveva in seguito vissuto nel tentativo di portare al successo anche le opere di Terenzio:
(Terenzio, Hecyra, vv. 9-27; trad. di A. Arici in Terenzio, Commedie, Zanichelli.)
Raggiunto l'apice del successo attorno al 179 a.C., dopo la morte di Plauto nel 184 a.C., Cecilio intrecciò un legame di amicizia con il coevo poeta e drammaturgo Quinto Ennio, assieme al quale fu alla guida del collegium scribarum histrionumque, un'associazione di tipo corporativo, fondata nel 207 a.C. in seguito alla composizione, da parte di Livio Andronico, dell'inno a Iuno Regina, che riuniva gli attori e gli autori delle rappresentazioni drammatiche allora presenti in Roma.
Di dubbia attendibilità risulta invece l'aneddoto riportato da Gaio Svetonio Tranquillo nella Vita Terentii, che pone in diretto contatto l'attività di Terenzio con la figura di Cecilio:
(Svetonio, Vita Terentii, 3; trad. di O. Bianco in Terenzio, Commedie, UTET.)
Secondo la testimonianza di Girolamo, Cecilio morì nel 168 a.C., un anno dopo Ennio, ma se si volesse dare credito all'aneddoto narrato da Svetonio la data dovrebbe essere posticipata almeno al 166 a.C. poiché l'Andria fu rappresentata per la prima volta soltanto in quell'anno. Il drammaturgo fu sepolto nelle vicinanze del colle Gianicolo.

### Opere
Il grandissimo successo che le commedie plautine avevano riscosso e continuavano a riscuotere presso il popolo contribuì a creare in Roma una certa propensione per il genere comico, a svantaggio di quello tragico. Allo stesso tempo, Plauto aveva così stabilito degli standard che difficilmente i commediografi successivi riuscirono a raggiungere: essi, peraltro spesso in rivalità tra loro, potevano dunque o tentare di «rivaleggiare con Plauto sul suo stesso terreno», o cercare nuove strade per raggiungere il successo. In questo contesto si colloca dunque l'opera letteraria di Cecilio, che, pur cimentandosi nel genere della palliata come Plauto, vi introdusse alcune significative innovazioni.

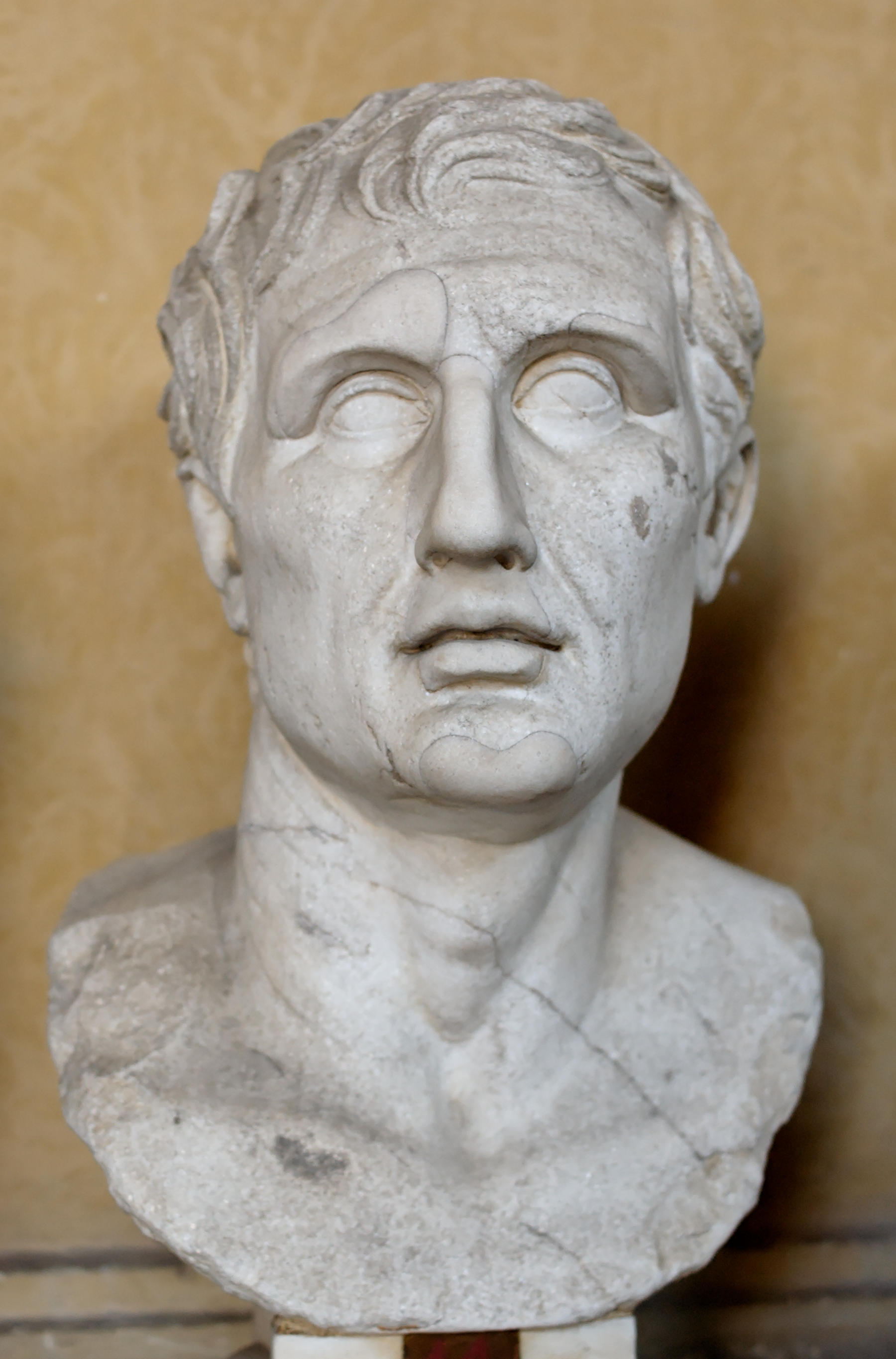
Copia romana in marmo di un busto greco di Menandro, principale esponente della Commedia nuova, cui Cecilio si ispirò (Museo Chiaramonti).

Della vasta opera di Cecilio sono giunte fino a oggi poche testimonianze frammentarie, per un totale di circa 280 versi. Sono noti i titoli di quarantadue palliate: Aethrio, Andrea, Androgynos, Asotus, Chalcia, Chrysion, Dardanus, Davos, Demandati, Ephesio, Epicleros, Epistathmos, Epistola, Ex hautu hestos, Exul, Fallacia, Gamos, Harpazomene, Hymnis, Hypobolimaeus sive Subditivos, Hypobolimaeus Chaerestratus, Hypobolimaeus Rastraria, Hypobolimaeus Aeschinus, Imbrii, Karine, Meretrix, Nauclerus, Nothus Nicasio, Obolostates sive Faenerator, Pausimachus, Philomena, Plocium, Polumeni, Portitor, Progamos, Pugil, Symbolum, Synaristosae, Synephebi, Syracusii, Titthe e Triumphus.
In ambito tecnico, l'opera di Cecilio determinò un significativo punto di svolta nella storia della letteratura e del teatro latino, che nel rapporto con gli originali greci vedevano uno tra i maggiori problemi letterari del tempo: in precedenza, Gneo Nevio e Plauto avevano operato sugli originali da cui traevano le loro opere con grande disinvoltura, traducendone e latinizzandone i titoli, inserendovi riferimenti all'attualità e ai costumi romani, contaminando liberamente le trame. Cecilio si fece invece artefice di una maggiore fedeltà agli originali, dei quali in molti casi non tradusse i titoli, a testimonianza della sempre maggiore ellenizzazione della cultura romana. Rarissima è infatti nelle sue opere la presenza, limitata alla sola Rastraria, di titoli con la formazione indigena in -aria, molto frequente invece in Nevio e in Plauto. Dalla testimonianza di Marco Terenzio Varrone, che assegnò a Cecilio la palma in argumentis, ovvero per le trame, risulta inoltre probabile che il commediografo non facesse uso del procedimento, comune a molti dei suoi contemporanei, della contaminatio, il quale arricchiva la commedia e permetteva di presentare un maggior numero di situazioni farsesche, ma contribuiva contemporaneamente a indebolire le trame. Tale interpretazione sarebbe confermata dal fatto che Cecilio non è citato nell'elenco dei commediografi che fecero uso della contaminatio riportato nell'Andria di Terenzio, dove compaiono, invece, Nevio, Plauto ed Ennio.
Il principale modello da cui Cecilio tradusse i suoi modelli fu il commediografo greco di età ellenistica Menandro: a lui si possono far risalire sedici dei quarantadue titoli di cui è giunta ad oggi notizia. Marco Tullio Cicerone parlò in più opere di Cecilio e Terenzio come traduttori di Menandro, e Gellio operò nelle sue Noctes Atticae un confronto tra alcuni passi del Plocium di Cecilio e l'originale di Menandro.
A livello metrico, Cecilio predilesse l'uso del senario giambico, già particolarmente diffuso nelle opere dei drammaturghi a lui precedenti, e del settenario trocaico; si registra tuttavia, nella sua opera, la presenza di parti cantate, i cantica, polimetriche e dal ritmo vivace, affini ai cantica già adoperati da Plauto. A livello retorico, abbondano le figure di suono, tipiche della prosa sacrale romana e di tutta la letteratura arcaica latina, quali l'allitterazione e l'omoteleuto; nei frammenti è attestata inoltre la presenza di figure etimologiche e accumulazioni sinonimiche.
A livello stilistico, dunque, l'opera di Cecilio trasse ispirazione da quella di Plauto: abbondano infatti situazioni farsesche e battute di spirito salaci e talvolta grossolane e volgari, come è esemplificato dal seguente passo del Plocium:
(Plocium, vv. 143-157 Ribbeck; trad. di F. Cavazza in Aulo Gellio, Le Notti Attiche, Zanichelli.)

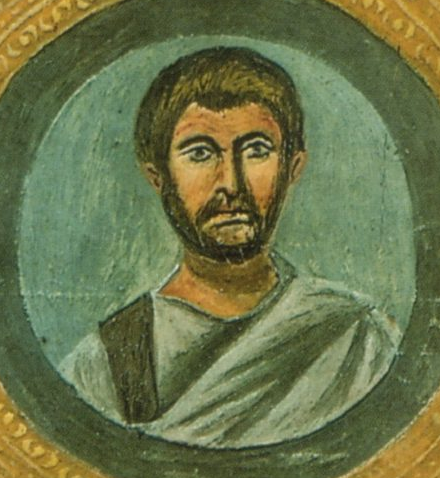
Ritratto di Terenzio dal codice Vaticano Latino 3868 (X secolo, Biblioteca Apostolica Vaticana).

Della palliata plautina Cecilio riutilizzò inoltre il linguaggio vario, vivace ed esuberante, incentrato sulla ricerca della parola carica, colorita e imprevista, ma evitò invece qualsiasi riferimento all'attualità romana, cui Plauto aveva invece fatto di frequente ricorso. Inoltre, la maggiore aderenza agli originali greci, la predilezione per Menandro e il primo approfondimento psicologico dei personaggi testimoniano anche gli sviluppi che Cecilio apportò al modello plautino: egli si preoccupò infatti di prestare maggiore cura ai pensieri e alle azioni dei suoi personaggi, analizzandone finemente i sentimenti e rendendoli coerenti con le vicende narrate.
Non mancano, tuttavia, passi che separino nettamente l'opera di Cecilio dal modello stilistico plautino: nei Synephebi il personaggio della meretrix (cortigiana), nella palliata tradizionalmente avida e venale, appare al contrario generoso e disinteressato, pronto a sacrificarsi per l'adulescens amato. Cecilio fu inoltre autore di alcune sentenze di tono grave e patetico sul tema della vecchiaia e di altrettante, di carattere più generale, sull'esistenza umana: da situazioni comiche e farsesche, seppe dunque anche cogliere lo spunto per avviare riflessioni serie.
L'opera di Cecilio si pone infine tra Plauto e Terenzio nell'elaborazione dell'ideale che nel I secolo a.C. avrebbe preso il nome di humanitas: Plauto aveva scritto, nell'Asinaria, «lupus est homo homini, non homo, quom qualis sit non novit» («l'uomo è un lupo per l'uomo, non un uomo, qualora si ignori chi sia»), sostenendo dunque che un uomo sconosciuto dovesse essere trattato come una fiera selvaggia. Cecilio scrisse invece «homo homini deus est, si suum officium sciat» («l'uomo è un dio per l'uomo, se conosce il proprio dovere»): influenzato dalla filosofia stoica, i cui insegnamenti sarebbero stati a pieno colti e rielaborati dagli esponenti del circolo degli Scipioni e da Terenzio, che avrebbe scritto infine «homo sum, humani nihil a me alienum puto», Cecilio sostenne che gli uomini dovessero essere tra loro solidali e recarsi reciproco beneficio: tale doveva essere il dovere di ogni uomo.

### Fortuna
Il prologo dell'Hecyra di Terenzio testimonia come le commedie di Cecilio, parallelamente a quanto era accaduto in Grecia a Menandro, faticarono a raggiungere il successo finché Plauto fu in vita: il pubblico romano, che amava il carattere farsesco della palliata plautina, non poteva apprezzare pienamente l'approfondimento psicologico che Cecilio riservava ai suoi personaggi, né la ricerca della verosimiglianza nelle trame. Dopo la morte di Plauto, tuttavia, le opere di Cecilio ottennero un notevole successo e finirono per affermarsi su quelle degli altri autori: nella prima metà del I secolo a.C. l'erudito Volcacio Sedigito compose un canone dei maggiori poeti comici, in cui riconobbe la superiorità di Cecilio su tutti gli altri:
(Aulo Gellio, Noctes Atticae, XV, 24.)
Pur trattandosi di un'opinione personale, risulta verosimile che l'opinione di Volcacio fosse condivisa anche dagli altri filologi contemporanei. Poco tempo più tardi, Varrone sostenne che a Cecilio spettasse, tra i commediografi, la palma in argumentis, ovvero per le trame: Varrone, dunque, riconosceva probabilmente a Cecilio il merito di aver effettuato un'attenta scelta di quali fossero gli originali greci da tradurre, preferendo quelli la cui vicenda era più verosimile e meglio costruita.
Diverso fu invece il giudizio di Cicerone, che considerava la lingua di Cecilio ancora impura e attribuiva tale difetto alle origini straniere del drammaturgo:
(Cicerone, Brutus, 258.)
(Cicerone, Epistulae ad Atticum, VII, 3, 10.)
Lo stesso Cicerone, tuttavia, riconobbe, come avevano fatto Volcacio Sedigito e i filologi a lui contemporanei, la superiorità di Cecilio sugli altri poeti comici. Positivo fu invece il giudizio che dell'opera di Cecilio diede Quinto Orazio Flacco:
(Orazio, Epistulae, II, 1, 59.)
Ugualmente lusinghiero fu il giudizio di Velleio Patercolo:
(Velleio Patercolo, Historiae Romanae ad M. Vinicium consulem libri duo, I, 17, 1.)
Decisamente negativo fu invece il parere di Marco Fabio Quintiliano, esteso, peraltro, a tutto il genere comico. Egli sostenne, in particolare, la superiorità delle opere di Terenzio su quelle degli altri commediografi:
(Quintiliano, Institutiones, X, 1, 99.)
Diversamente da quella antica, la critica moderna e contemporanea si trova nell'impossibilità di valutare l'opera di Cecilio, di cui non restano che pochi frammenti. La sua figura appare dunque ambigua, in parte ancora legata al modello plautino, in parte anticipatrice di quello terenziano: il suo stile risulta contraddistinto da una tensione che non arriva pienamente a raggiungere la creatività del predecessore, né la compostezza e la naturalezza del successore. A Cecilio si riconosce comunque il merito di aver agito da fondamentale anello di passaggio tra la palliata di Plauto e quella di Terenzio, permettendo il successivo svilupparsi in tutti i generi di una letteratura completamente ellenizzata nel contenuto e nello stile.

## Frammenti superstiti
Delle commedie di Cecilio Stazio ci sono pervenuti solo 190 frammenti, piuttosto brevi e di tradizione indiretta, per un totale di circa 290 versi. Il Plocium è la commedia meglio conservata (45 versi). Recentemente, tuttavia, un grande frammento dell'Obolostates sive Faenerator (L'usuraio) è stato scoperto in uno dei papiri di Ercolano (PHerc. 78). L'utilizzo di tecniche innovative ha reso possibile la lettura del papiro, precedentemente catalogato come illeggibile a causa del pessimo stato di conservazione. Si tratta dell'unica opera di Cecilio giuntaci per tradizione diretta. L'edizione critica della commedia non è ancora stata pubblicata, ma si stima che il papiro contenga un frammento di 400-500 versi, vale a dire circa la metà dell'opera. Alcune informazioni preliminari sono state pubblicate nel 1996 dall'autore della scoperta, il filologo norvegese Knut Kleve.